# Anubias barteri
Anubias barteri Schott, 1860 è una pianta acquatica appartenente alla famiglia delle Aracee.

## Descrizione
Presenta numerosi rizomi con numerose foglie verdi.

## Biologia
La riproduzione avviene quando la pianta emette il fiore e si ha l'impollinazione, ma questo può avvenire solo se la pianta è emersa.

## Distribuzione e habitat
È originaria della paludi africane.

## Tassonomia
Sono riconosciute 5 varietà:
- Anubias barteri var. angustifolia (Engl.) Crusio
- Anubias barteri var. barteri
- Anubias barteri var. caladiifolia Engl.
- Anubias barteri var. glabra N.E.Br.
- Anubias barteri var. nana (Engl.) Crusio

## Coltivazione
È una pianta ombrofila, quindi richiede una luce piuttosto bassa. In presenza di una forte illuminazione, le sue foglie si riempiono di alghe e tende a morire "soffocata". Cresce meglio se il suo fondo è "povero", quindi se ancorata a un legno o a una pietra.

## Acquariofilia
Generalmente è una pianta che viene utilizzata negli acquari con ciclidi o pesci rossi,dato che spesso risparmiano le loro foglie coriacee.